# Пір (Румунія)
Пір (рум. Pir) — село у повіті Сату-Маре в Румунії. Адміністративний центр комуни Пір.
Село розташоване на відстані 442 км на північний захід від Бухареста, 53 км на південний захід від Сату-Маре, 119 км на північний захід від Клуж-Напоки.

## Населення
За даними перепису населення 2002 року у селі проживала 1491 особа.
Національний склад населення села:
| Національність | Кількість осіб | Відсоток |
| -------------- | -------------- | -------- |
| угорці         | 939            | 63,0 %   |
| румуни         | 423            | 28,4 %   |
| цигани         | 129            | 8,7 %    |

Рідною мовою назвали:
| Мова      | Кількість осіб | Відсоток |
| --------- | -------------- | -------- |
| угорська  | 1038           | 69,6 %   |
| румунська | 452            | 30,3 %   |